# 新兴街道 (延吉市)
新兴街道，是中华人民共和国吉林省延边朝鲜族自治州延吉市下辖的一个乡镇级行政单位。

## 行政区划
新兴街道下辖以下地区：
民平社区、民安社区、民昌社区、民盛社区、民和社区、民泰社区、民富社区、民强社区、民兴社区和民旺社区。